# Coppa CEV 2014-2015 (femminile)
La Coppa CEV di pallavolo femminile 2014-2015 si è svolta dall'11 novembre 2014 all'11 aprile 2015: al torneo hanno partecipato trentasei squadre di club europee e la vittoria finale è andata per la prima volta alla Ženskij volejbol'nyj klub Dinamo Krasnodar.

## Regolamento
Le squadre hanno disputato sedicesimi di finale, ottavi di finale, quarti di finale, Challenge Round (a cui si sono aggiunte quattro squadre provenienti dalla Champions League 2014-15), semifinali e finale, tutte giocate con gare di andata e ritorno (nel caso in cui la partita di andata termini con il punteggio di 3-0 o 3-1 e quella di ritorno indifferentemente con il punteggio di 3-0 o 3-1 oppure entrambe le partite terminino con il punteggio di 3-2 viene disputato un golden set).

## Squadre partecipanti
| - Știința Bacău - İqtisadçı - Lokomotiv Baku - Rabitə Baku - Stella Rossa - Béziers - Alba-Blaj - Královo Pole - Dinamo Bucarest | - Dauphines Charleroi - Imoco - MKS - VDK Gent - Maccabi Haifa - HPK Naiset - Kamnik - Klagenfurt - Köniz | - Dinamo Krasnodar - Galatasaray - Le Cannet - ASKÖ Linz-Steg - Branik - Logroño - Nantes - Neuchâtel - AGIL | - Olomouc - Omička - Olympiakos - Severodončanka - Atom Trefl Sopot - Vilsbiburg - Chimik - Orbita - Amigos Zoersel |

## Torneo

### Sedicesimi di finale

#### Andata
| 11 novembre 2014 Burhan Felek Spor Salonu, Istanbul Durata: 1h:18 - Spettatori: 300   | Galatasaray      | 3 - 0 | Le Cannet           | 25-21, 25-20, 25-21               |
| 12 novembre 2014 Melina Merkourī Hall, Rentis Durata: 1h:22 - Spettatori: 300         | Olympiakos       | 0 - 3 | VDK Gent            | 18-25, 19-25, 25-27               |
| 12 novembre 2014 Sala Polivalentă Dinamo, Bucarest Durata: 1h:45 - Spettatori: 200    | Dinamo Bucarest  | 1 - 3 | MKS                 | 19-25, 17-25, 25-22, 22-25        |
| 12 novembre 2014 Sporthalle Weissenstein, Berna Durata: 2h:05 - Spettatori: 470       | Köniz            | 3 - 2 | Alba-Blaj           | 22-25, 15-25, 25-21, 25-23, 15-12 |
| 13 novembre 2014 Romema Sports Arena, Haifa Durata: 1h:55 - Spettatori: 1 350         | Maccabi Haifa    | 3 - 2 | Béziers             | 23-25, 25-22, 20-25, 25-23, 15-12 |
| 11 novembre 2014 Městská Hala Vodova, Brno Durata: 1h:47 - Spettatori: 400            | Královo Pole     | 3 - 1 | ASKÖ Linz-Steg      | 18-25, 25-15, 25-20, 25-19        |
| 24 novembre 2014 Spiroudome, Charleroi Durata: 2h:10 - Spettatori: 400                | Orbita           | 2 - 3 | Dauphines Charleroi | 25-23, 23-25, 19-25, 25-22, 12-15 |
| - Durata: 0 - Spettatori: 0                                                           | Logroño          | 3 - 0 | İqtisadçı           | 25-0, 25-0, 25-0                  |
| 11 novembre 2014 FSK Olymp, Južne Durata: 1h:37 - Spettatori: 2100                    | Chimik           | 1 - 3 | Imoco               | 22-25, 25-21, 20-25, 21-25        |
| 12 novembre 2014 Športna Dvorana Ljudski Vrt, Maribor Durata: 2h:21 - Spettatori: 250 | Branik           | 3 - 2 | Neuchâtel           | 25-19, 24-26, 26-24, 23-25, 15-10 |
| 11 novembre 2014 Univerzita Palackého, Olomouc Durata: 1h:55 - Spettatori: 500        | Olomouc          | 3 - 2 | Amigos Zoersel      | 25-21, 17-25, 25-16, 12-25, 15-6  |
| - Durata: 0 - Spettatori: 0                                                           | Atom Trefl Sopot | 3 - 0 | Severodončanka      | 25-0, 25-0, 25-0                  |
| 12 novembre 2014 Ballsporthalle, Vilsbiburg Durata: 1h:26 - Spettatori: 702           | Vilsbiburg       | 0 - 3 | Lokomotiv Baku      | 17-25, 24-26, 22-25               |
| 12 novembre 2014 Športna dvorana, Kamnik Durata: 1h:11 - Spettatori: 300              | Kamnik           | 0 - 3 | Stella Rossa        | 16-25, 14-25, 16-25               |
| 12 novembre 2014 Sporthalle Lerchenfeld, Klagenfurt Durata: 1h:12 - Spettatori: 300   | Klagenfurt       | 0 - 3 | HPK Naiset          | 10-25, 14-25, 17-25               |
| 12 novembre 2014 PalaTerdoppio, Novara Durata: 1h:43 - Spettatori: 2 100              | AGIL             | 1 - 3 | Dinamo Krasnodar    | 25-20, 20-25, 19-25, 15-25        |

#### Ritorno
| 26 novembre 2014 Gymnase Maillan, Le Cannet Durata: 1h:44 - Spettatori: 500       | Le Cannet           | 2 - 3 | Galatasaray      | 15-25, 21-25, 25-19, 25-13, 9-15     |
| 26 novembre 2014 Edugo Topsporthal, Gand Durata: 1h:33 - Spettatori: 430          | VDK Gent            | 0 - 3 | Olympiakos       | 19-25, 21-25, 18-25 Golden set: 7-15 |
| 26 novembre 2014 Hala Centrum, Dąbrowa Górnicza Durata: 1h:40 - Spettatori: 1 000 | MKS                 | 3 - 2 | Dinamo Bucarest  | 19-25, 25-18, 25-15, 22-25, 15-4     |
| 26 novembre 2014 Sala Transilvania, Sibiu Durata: 1h:14 - Spettatori: 1 350       | Alba-Blaj           | 3 - 0 | Köniz            | 25-21, 25-17, 25-19                  |
| 25 novembre 2014 Palais des Sports, Agde Durata: 1h:10 - Spettatori: 700          | Béziers             | 3 - 0 | Maccabi Haifa    | 25-19, 27-25, 25-16                  |
| 25 novembre 2014 Tips Arena, Linz Durata: 1h:59 - Spettatori: 300                 | ASKÖ Linz-Steg      | 1 - 3 | Královo Pole     | 15-25, 18-25, 25-23, 25-27           |
| 25 novembre 2014 Spiroudome, Charleroi Durata: 1h:57 - Spettatori: 500            | Dauphines Charleroi | 3 - 2 | Orbita           | 25-20, 22-25, 25-21, 19-25, 15-7     |
| - Durata: 0 - Spettatori: 0                                                       | İqtisadçı           | 0 - 3 | Logroño          | 0-25, 0-25, 0-25                     |
| 26 novembre 2014 PalaVerde, Villorba Durata: 2h:02 - Spettatori: 2 400            | Imoco               | 3 - 1 | Chimik           | 24-26, 25-23, 34-32, 25-23           |
| 27 novembre 2014 Halle de la Riveraine, Neuchâtel Durata: - Spettatori:           | Neuchâtel           | 2 - 3 | Branik           | 18-25, 25-17, 25-17, 18-25, 7-15     |
| 26 novembre 2014 Van Pelt Arena, Zoersel Durata: 1h:54 - Spettatori: 800          | Amigos Zoersel      | 3 - 1 | Olomouc          | 23-25, 25-19, 25-22, 28-26           |
| - Durata: 0 - Spettatori: 0                                                       | Severodončanka      | 0 - 3 | Atom Trefl Sopot | 0-25, 0-25, 0-25                     |
| 26 novembre 2014 A.Y.S. Sport Hall, Baku Durata: 1h:47 - Spettatori: 850          | Lokomotiv Baku      | 3 - 1 | Vilsbiburg       | 25-22, 25-23, 22-25, 25-17           |
| 25 novembre 2014 Šumice Sport Center, Belgrado Durata: 1h:40 - Spettatori: 300    | Stella Rossa        | 3 - 1 | Kamnik           | 25-21, 25-11, 17-25, 25-22           |
| 26 novembre 2014 Elenia Areena, Hämeenlinna Durata: 1h:42 - Spettatori: 411       | HPK Naiset          | 3 - 1 | Klagenfurt       | 25-17, 25-11, 20-25, 25-18           |
| 25 novembre 2014 Dvorec sporta Olimp, Krasnodar Durata: 2h:00 - Spettatori: 755   | Dinamo Krasnodar    | 3 - 2 | AGIL             | 25-21, 17-25, 27-25, 19-25, 15-8     |

#### Squadre qualificate
| - Olympiakos - Lokomotiv Baku - Stella Rossa - Dauphines Charleroi - Imoco - Béziers - Alba-Blaj - Královo Pole | - MKS - Galatasaray - HPK Naiset - Dinamo Krasnodar - Branik - Logroño - Atom Trefl Sopot - Amigos Zoersel |

### Ottavi di finale

#### Andata
| 11 dicembre 2014 Burhan Felek Spor Salonu, Istanbul Durata: 1h:46 - Spettatori: 500 | Galatasaray         | 3 - 1 | Olympiakos     | 23-25, 25-22, 25-16, 25-22 |
| 10 dicembre 2014 Hala Centrum, Dąbrowa Górnicza Durata: 1h:45 - Spettatori: 1 000   | MKS                 | 3 - 1 | Alba-Blaj      | 25-22, 25-16, 19-25, 25-22 |
| 9 dicembre 2014 Palais des Sports, Agde Durata: 1h:18 - Spettatori: 400             | Béziers             | 3 - 0 | Královo Pole   | 25-19, 25-22, 25-17        |
| 9 dicembre 2014 Spiroudome, Charleroi Durata: 1h:46 - Spettatori: 375               | Dauphines Charleroi | 1 - 3 | Logroño        | 23-25, 23-25, 25-20, 24-26 |
| 10 dicembre 2014 PalaVerde, Villorba Durata: 1h:19 - Spettatori: 2 750              | Imoco               | 3 - 0 | Branik         | 25-23, 25-13, 25-23        |
| 11 dicembre 2014 Ergo Arena, Sopot Durata: 1h:05 - Spettatori: 1 200                | Atom Trefl Sopot    | 3 - 0 | Amigos Zoersel | 25-13, 25-16, 25-19        |
| 11 dicembre 2014 Šumice Sport Center, Belgrado Durata: 1h:07 - Spettatori: 350      | Stella Rossa        | 0 - 3 | Lokomotiv Baku | 16-25, 21-25, 12-25        |
| 9 dicembre 2014 Dvorec sporta Olimp, Krasnodar Durata: 1h:11 - Spettatori: 1 560    | Dinamo Krasnodar    | 3 - 0 | HPK Naiset     | 25-14, 25-22, 25-14        |

#### Ritorno
| 16 dicembre 2014 Melina Merkourī Hall, Rentis Durata: 1h:25 - Spettatori: 300         | Olympiakos     | 0 - 3 | Galatasaray         | 22-25, 23-25, 22-25               |
| 17 dicembre 2014 Sala Transilvania, Sibiu Durata: 2h:03 - Spettatori: 1 500           | Alba-Blaj      | 3 - 2 | MKS                 | 25-19, 20-25, 25-12, 20-25, 19-17 |
| 16 dicembre 2014 Městská Hala Vodova, Brno Durata: 1h:14 - Spettatori: 320            | Královo Pole   | 0 - 3 | Béziers             | 19-25, 16-25, 21-25               |
| 16 dicembre 2014 Palacio de La Rioja, Logroño Durata: 1h:19 - Spettatori: 1 900       | Logroño        | 3 - 0 | Dauphines Charleroi | 25-20, 25-15, 25-19               |
| 17 dicembre 2014 Športna Dvorana Ljudski Vrt, Maribor Durata: 2h:01 - Spettatori: 650 | Branik         | 3 - 2 | Imoco               | 16-25, 16-25, 26-24, 25-18, 15-12 |
| 18 dicembre 2014 Van Pelt Arena, Zoersel Durata: 1h:09 - Spettatori: 800              | Amigos Zoersel | 0 - 3 | Atom Trefl Sopot    | 16-25, 12-25, 18-25               |
| 17 dicembre 2014 A.Y.S. Sport Hall, Baku Durata: 1h:45 - Spettatori: 1 000            | Lokomotiv Baku | 3 - 1 | Stella Rossa        | 25-22, 25-20, 23-25, 25-23        |
| 17 dicembre 2014 Elenia Areena, Hämeenlinna Durata: 1h:12 - Spettatori: 1 058         | HPK Naiset     | 0 - 3 | Dinamo Krasnodar    | 19-25, 18-25, 12-25               |

#### Squadre qualificate
- Lokomotiv Baku
- Béziers
- Imoco
- MKS
- Galatasaray
- Dinamo Krasnodar
- Logroño
- Atom Trefl Sopot

### Quarti di finale

#### Andata
| 14 gennaio 2015 Hala Centrum, Dąbrowa Górnicza Durata: 2h:01 - Spettatori: 1 500 | MKS            | 3 - 2 | Galatasaray      | 25-17, 20-25, 25-21, 17-25, 15-9 |
| 13 gennaio 2015 Palacio de La Rioja, Logroño Durata: 1h:06 - Spettatori: 800     | Logroño        | 0 - 3 | Béziers          | 20-25, 23-25, 16-25              |
| 14 gennaio 2015 PalaVerde, Villorba Durata: 1h:53 - Spettatori: 2 900            | Imoco          | 3 - 1 | Atom Trefl Sopot | 25-20, 21-25, 25-21, 25-13       |
| 14 gennaio 2015 A.Y.S. Sport Hall, Baku Durata: 1h:24 - Spettatori: 1 300        | Lokomotiv Baku | 3 - 0 | Dinamo Krasnodar | 25-22, 25-18, 25-22              |

#### Ritorno
| 22 gennaio 2015 Burhan Felek Spor Salonu, Istanbul Durata: 1h:08 - Spettatori: 400 | Galatasaray      | 3 - 0 | MKS            | 25-19, 25-11, 25-20                   |
| 20 gennaio 2015 Palais des Sports, Agde Durata: 1h:09 - Spettatori: 948            | Béziers          | 3 - 0 | Logroño        | 25-18, 25-14, 25-20                   |
| 22 gennaio 2015 Ergo Arena, Sopot Durata: 1h:29 - Spettatori: 1 800                | Atom Trefl Sopot | 3 - 0 | Imoco          | 25-20, 25-18, 25-12 Golden set: 15-9  |
| 20 gennaio 2015 Dvorec sporta Olimp, Krasnodar Durata: 1h:40 - Spettatori: 3 100   | Dinamo Krasnodar | 3 - 0 | Lokomotiv Baku | 25-14, 25-19, 25-17 Golden set: 15-13 |

#### Squadre qualificate
- Béziers
- Galatasaray
- Dinamo Krasnodar
- Atom Trefl Sopot

### Challenge Round

#### Andata
| 5 marzo 2015 Dvorec sporta Olimp, Krasnodar Durata: 1h:03 - Spettatori: 1 100 | Dinamo Krasnodar | 3 - 0 | Nantes           | 25-12, 25-17, 25-11        |
| 3 marzo 2015 Palais des Sports, Agde Durata: 1h:43 - Spettatori: 700          | Béziers          | 1 - 3 | Rabitə Baku      | 22-25, 28-26, 14-25, 21-25 |
| 4 marzo 2015 Blinov S&C Complex, Omsk Durata: 1h:30 - Spettatori: 3 300       | Omička           | 3 - 0 | Galatasaray      | 25-19, 28-26, 25-22        |
| 3 marzo 2015 Sala Sporturilor, Bacău Durata: 1h:22 - Spettatori: 400          | Știința Bacău    | 0 - 3 | Atom Trefl Sopot | 15-25, 21-25, 18-25        |

#### Ritorno
| 12 marzo 2015 Complexe Sportif Beaulieu, Nantes Durata: 1h:14 - Spettatori: 1 750    | Nantes           | 0 - 3 | Dinamo Krasnodar | 21-25, 17-25, 17-25                          |
| 12 marzo 2015 Sarhadchi Sport Olympic Center, Baku Durata: 1h:04 - Spettatori: 1 300 | Rabitə Baku      | 3 - 0 | Béziers          | 25-16, 25-22, 25-17                          |
| 10 marzo 2015 Burhan Felek Spor Salonu, Istanbul Durata: 2h:06 - Spettatori: 550     | Galatasaray      | 3 - 1 | Omička           | 25-13, 25-27, 25-23, 25-15 Golden set: 15-12 |
| 10 marzo 2015 Ergo Arena, Sopot Durata: 1h:08 - Spettatori: 1 500                    | Atom Trefl Sopot | 3 - 0 | Știința Bacău    | 25-14, 25-17, 25-13                          |

#### Squadre qualificate
- Rabitə Baku
- Galatasaray
- Dinamo Krasnodar
- Atom Trefl Sopot

### Semifinali

#### Andata
| 24 marzo 2015 Dvorec sporta Olimp, Krasnodar Durata: 1h:41 - Spettatori: 2 180 | Dinamo Krasnodar | 3 - 1 | Rabitə Baku | 25-20, 18-25, 25-23, 25-22 |
| 24 marzo 2015 Ergo Arena, Sopot Durata: 1h:17 - Spettatori: 2 100              | Atom Trefl Sopot | 3 - 0 | Galatasaray | 25-20, 25-22, 25-19        |

#### Ritorno
| 28 marzo 2015 Sarhadchi Sport Olympic Center, Baku Durata: 1h:15 - Spettatori: 1100 | Rabitə Baku | 0 - 3 | Dinamo Krasnodar | 23-25, 19-25, 20-25               |
| 28 marzo 2015 Burhan Felek Spor Salonu, Istanbul Durata: 2h:22 - Spettatori: 1 000  | Galatasaray | 2 - 3 | Atom Trefl Sopot | 25-18, 29-27, 26-28, 29-31, 13-15 |

#### Squadre qualificate
- Dinamo Krasnodar
- Atom Trefl Sopot

### Finale

#### Andata
| 7 aprile 2015 Dvorec sporta Olimp, Krasnodar Durata: 1h:21 - Spettatori: 2 000 | Dinamo Krasnodar | 3 - 0 | Atom Trefl Sopot | 25-18, 25-20, 25-22 |

#### Ritorno
| 11 aprile 2015 Ergo Arena, Sopot Durata: 2h:19 - Spettatori: 6 120 | Atom Trefl Sopot | 3 - 1 | Dinamo Krasnodar | 26-24, 18-25, 26-24, 25-22 Golden set: 10-15 |

#### Squadra campione
- Dinamo Krasnodar